# Bornesalpinia
Bornesalpinia is een kevergeslacht uit de familie van de boktorren (Cerambycidae). De wetenschappelijke naam van het geslacht werd voor het eerst geldig gepubliceerd in 2010 door Vives.

## Soorten
Bornesalpinia is monotypisch en omvat slechts de volgende soort:
- Bornesalpinia titoi Vives, 2010